# 青山控股集團
青山控股集團有限公司，簡稱青山控股集團和青山控股（英語：Tsingshan Holding Group Company Limited），是中華人民共和國一家镍金属冶炼企业，主要在中國內地和全球經營、研發和設計不锈鋼、新能源產業和投資。1988年，项光达、張積敏等人，在溫州成立公司的前身「浙江甌海汽車門窗製造公司」。

## 旗下公司
上海鼎信投资（集团）有限公司
青拓集团
永青集团(主要负责海外业务）

## 历史[2]
1988年，项光达、張積敏等人設立於總部 溫州成立前身「浙江甌海汽車門窗製造公司」。
1992年，創立「浙江豐業集團」，業務生產各類不锈鋼產品。
1998年5月，創立「浙江青山特鋼集團」。
2003年，創立「青山控股集團有限公司」。
2005年，成立「河南青山金匯不锈鋼產業公司」。
2006年，成立「廣東清遠青山不锈鋼公司」。
2009年，青山控股於印尼投資營運紅土镍矿。同年三月，青山控股宣布取消价值五亿美元的镍矿项目。
2012年2月，青山控股於津巴布韋投資建設鉻鐵冶煉項目。
2013年6月，創立「福建青拓镍業公司」。
2017年11月，青山控股和美國阿勒格尼技術公司，於美國賓夕法尼亞州匹茲堡設廠，名為「Allegheny & Tsingshan Stainless」，2018年投產。
2021年8月2日，青山控股集團被美國財富雜誌全球500強，排名為279位，以424.481億美元營業額，利潤為11.293億美元，資產為132.045億美元，總合計股東權益為45.26億美元，股東權益收益率為25%，淨資產收益率為8.6%，營業額收益率為2.7%。